# Redcap (pollo)
La Redcap è una rara razza di pollo originaria della contea inglese dello Derbyshire, per cui veniva in passato chiamata Derbyshire Redcap. Il nome "Redcap" (letteralmente cappello rosso) deriva dalla forma inusuale della grossa cresta a rosa, più grande della stessa testa del pollo. Il "British breed standards" stabilisce che il volume della cresta deve essere di 7 centimetri (circa tre pollici) con punte di "pettine".

## Storia
Il pollo Redcap è un uccello fissato in inghilterra nel 1800 A contribuire alla creazione di questo minuzioso pollo vi sono stati ibridismi con la Amburgo Oro Pagliettata Nero, la Dorking, l'Old English Pheasant Fowl e con polli combattenti. Questo pollo ha una conformazione simile a polli estinti dello Yorkshire e a quelli pesanti dello Lancashire Moonie.
La Derbyshire Redcap nel XX secolo era un tipico pollo delle fattorie inglesi nel sud dei Monti Pennini. Questo non è un pollo adatto agli allevamenti intensivi, o nelle operazioni commerciali. Oggi, negli anni 2000, è un raro pollo e i pochi polli rimasti sono solo nella contea madre. Il Derbyshire Redcap è compreso nelle Rare Breeds Survival Trust of the U.K., una lista degli animali in pericolo del Regno Unito. Il Derbyshire Redcap è stato iscritto all'American Poultry Association con un suo standard nel 1888, ed è nella lista critica dell'American Livestock Breeds Conservancy watchlist.

## Caratteristiche
La Redcap è un pollo leggero, anche se accade spesso che i galli adulti superino i 3.4 kg, e le galline 2.75 kg (6 pounds). La razza si differenzia molto bene dagli altri polli, grazie ai grandi orecchioni rossi ed all'enorme cresta a forma di rosa. Il becco ha un color marroncino - giallo. Cresta penzolante da un lato della faccia, orecchioni bianchi, mancanza o difetto delle punte della cresta, o altri difetti estranei allo standard risultano penalizzanti nelle mostre di polli. I polli presentano una singola varietà di piumaggio, color rosso scuro con sfumature marroni e nere. I galli hanno diversi colori nella coda, sia i maschi che le femmine hanno le penne della coda di colore nero e un crescente contorno nero nelle penne.
Derbyshire Redcaps è un pollo audace, attivo e vivace, in condizioni di libertà. Come alimento è preferibile darle di grani, per la produzione ovaiola è preferibile somministrarli dei pastoni con proteine, anche se è spesso tenuto come pollo ornamentale. Produce grandi e bianche uova ma poi è riluttante a covarle.